# Kajsa Öberg Lindsten
Karin Kajsa Öberg Lindsten, tidigare Nordqvist, ursprungligen Karin Lindsten, född 5 mars 1953 i Lidingö församling i Stockholms län, är en svensk översättare och kritiker. Hon översätter från ryska och (i mindre utsträckning) från franska. 
Hon har översatt nobelpristagaren Svetlana Aleksijevitj och introducerat Andrej Platonov, en av de tidiga sovjetiska författarna, som skrev kritiskt om sovjetsystemet och bannlystes av Stalin. Platonovs böcker har fått ett gott mottagande i Sverige och ingår numera bland de ryska klassikerna i undervisningen på de flesta svenska universitet.

## Biografi
Kajsa Öberg Lindsten är dotter till Staffan Lindsten och Brita, ogift Edin samt sondotter till Carl Lindsten och dotterdotter till Harald Edin.
Efter universitetsstudier i ryska på 1970-talet kom hon i kontakt med ett sovjetiskt förlag som vid sidan av propagandaskrifter också utgav högkvalitativa barnböcker. 
Hennes översättning av Nobelpristagaren Svetlana Aleksijevitjs Kriget har inget kvinnligt ansikte fick ett hedersomnämnande vid prisceremonin för Årets översättning 2012. 2016 tilldelades Kajsa Öberg Lindsten årets stipendium från Elsa Swensons stiftelse vid Umeå stadsbibliotek, för att hon gjort några av den ryska litteraturens mest angelägna röster tillgängliga på svenska.
2017 utsågs Kajsa Öberg Lindsten till pristagare av Årets översättning 2016 för sin översättning av Andrej Platonovs Tjevengur.
27 september 2019 promoverades Kajsa Öberg Lindsten till hedersdoktor vid Stockholms universitets installations- och promotionshögtid i Stadshuset.
I sitt första äktenskap var hon gift 1975–1989 med Per Nordqvist (född 1934) och i sitt andra äktenskap är hon sedan 1994 gift med översättaren Johan Öberg (född 1953).

## Översättningar (urval)
- Lev Vygotskij: Fantasi och kreativitet i barndomen (Voobrazjenie i tvortjestvo v detskom vozraste) (Daidalos, 1995)
- Åtta vitryska poeter (Svenska institutet, 1999)
- Michail Bachtin: Författaren och hjälten i den estetiska verksamheten (Anthropos, 2000)
- Andrej Platonov: Grundgropen (Kotlovan) (Ersatz, 2007)
- Andrej Platonov: Lyckliga Moskva (Stjastlivaja Moskva – från 1933–36), Ersatz, 2008. ISBN 978-91-88858-733
- Andrej Platonov: Dzjan (Dzjan – från 1934), Ersatz 2009, ISBN 978-91-88858-79-5
- Fjodor Dostojevskij: Vinteranteckningar om sommarintryck (Zimnie zametki o letnich vpetjatlenijach) (Vesper, 2010)
- Svetlana Aleksijevitj: Kriget har inget kvinnligt ansikte: en utopis röster. Stockholm: Ersatz, 2012. ISBN 978-91-87219-00-9
- Svetlana Aleksijevitj: Fria ord på flykt, texter av och intervjuer med författare som levt i exil i Sverige som fristadsförfattare, i boken ingår avsnitt ur Aleksijevitjs bok Zinkpojkar. Malmö: Rámus, 2012. ISBN 978-91-86703-18-9
- Svetlana Aleksijevitj: Tiden second hand : slutet för den röda människan (Vremja second hand) (Ersatz, 2013)
- Svetlana Aleksijevitj: De sista vittnena : solo för barnröst, Ersatz, 2015. ISBN 978-91-87891-24-3
- Andrej Platonov: Tjevengur (Tjevengur – från 1929), Ersatz 2016, ISBN 978-91-86437-30-5
- Andrej Platonov: ...jag har genomlevt livet. Brev 1920-50. (...я прожил жизнь. Письма 1920-1950 ...ja prozjil zjizn. Pisma 1920-1950), Ersatz, 2019, ISBN ISBN 978-91-87891-87-8

## Priser och utmärkelser
- 2012 – Årets översättning Hedersomnämnande för Kriget har inget kvinnligt ansikte av Svetlana Aleksijevitjs.
- 2012 – Albert Bonniers 100-årsminne
- 2016 – Elsa Swenson-stipendiet för att hon gjort några av den ryska litteraturens mest angelägna röster tillgängliga på svenska. [6]
- 2017 – Årets översättning 2016 för hennes översättning av Andrej Platonovs Tjevengur (Ersatz).[7]